# 伯利恒礼拜堂 (布拉格)

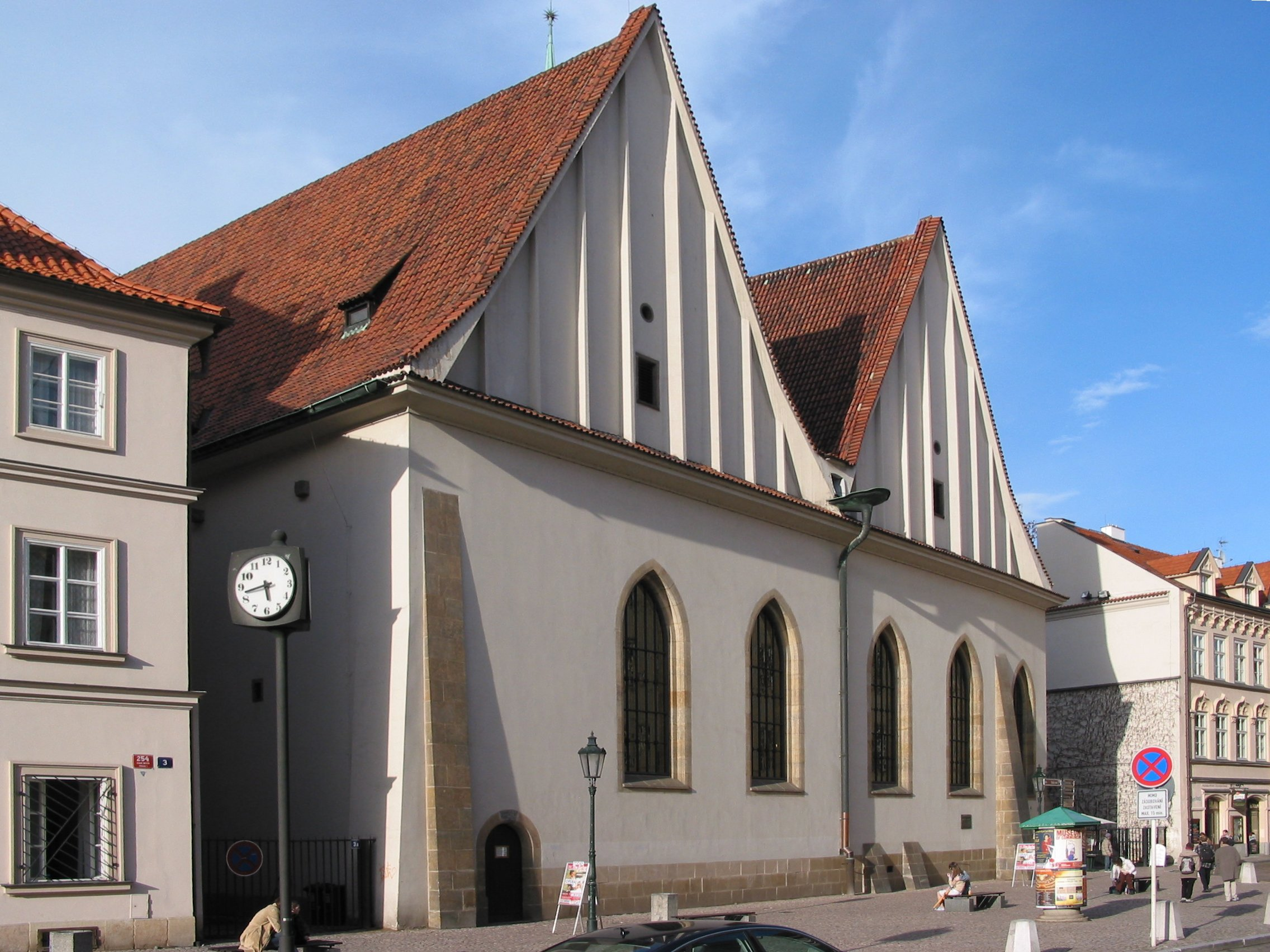
伯利恒禮拜堂

伯利恒礼拜堂是捷克首都布拉格的一座中世纪宗教建筑，著名的捷克宗教改革者扬·胡斯曾在此担任神甫。1394年开放布道，完全使用 捷克本地语言，不同于中世纪波希米亚教会德语占优势的情况。这座建筑从未成为正式的教堂，只是一座附属礼拜堂。
在18世纪，这座建筑转属耶稣会，改为公寓使用。共产党统治时期，政府将这座建筑恢复为胡斯时代的原貌。礼拜堂的大部分外墙和一部分布道坛还是中世纪原物。
50°05′04″N 14°25′03″E / 50.08444°N 14.41750°E